# Diralo Point
Der Diralo Point (englisch; bulgarisch нос Дирало nos Diralo) ist eine felsige Landspitze an der Oskar-II.-Küste des Grahamlands auf der Antarktischen Halbinsel. Als südöstlicher Ausläufer des Metlichina Ridge bildet sie die Nordseite der Einfahrt zur Borima Bay und liegt 9,9 km nordwestlich des Kunino Point sowie 6,5 km nordnordöstlich des Caution Point. Die Landspitze wurde erst 2002 durch das Auseinanderbrechen des Larsen-Schelfeises und des anschließenden Rückzugs des Jorum-Gletschers sichtbar.
Die bulgarische Kommission für Antarktische Geographische Namen benannte sie 2012 nach der Ortschaft Diralo im Süden Bulgariens.